# Henri Wallon (psicólogo)
Henri Wallon (París, 15 de junio de 1879–París, 1 de diciembre de 1962) fue un psicólogo francés, profesor del Colegio de Francia, director de estudios de la Escuela Práctica de Altos Estudios y director del Instituto de Investigaciones Psicobiológicas del Niño, de París. Sus investigaciones en materia de psicología, educación y filosofía son ampliamente conocidas en su país y en el extranjero dada la trascendencia que alcanzaron por su significativa importancia y validez científica. Alguna de sus publicaciones son de obligada referencia en neuropsicología, tales como Del acto al pensamiento y Los orígenes del carácter en el niño, así como Estudios sobre psicología genética de la personalidad y Los orígenes del pensamiento en el niño. 
Su obra está centrada, fundamentalmente, en el desarrollo psicológico del niño y la educación. Su obra es de una gran calidad en cuanto a las ideas contenidas en su teoría del desarrollo psicológico. Su pensamiento psicológico se desarrolló en paralelo polémico en el pensamiento psicológico de Piaget que, de manera muy significativa, le dedicó un artículo de homenaje a su obra científica, el cual se puede leer en el texto "Psicología y marxismo (Las ideas psicológicas de Henri Wallon)" del psicólogo francés René Zazzo. Por otra parte, el pensamiento psicológico de Henri Wallon -por su enfoque dialéctico, se relaciona bien con el pensamiento psicológico de Vygotski.

## Obra
- Los orígenes del carácter en el niño
- Psicología del niño del nacimiento a los 7 años
- La evolución psicológica del niño
- Del acto al pensamiento
- Los orígenes del pensamiento en el niño

En 1948 fundó la revista Enfance, la cual le ha dedicado varios números monográficos.

## La teoría de Wallon
Los primeros trabajos de Wallon se orientaron hacia la psicopatología, para centrarse posteriormente en la psicología infantil y la orientación.
Entre sus discípulos y continuadores de su obra están René Zazzo y Hélène Gratiot-Alphandéry.
Su obra no ha sido muy difundida. Entre otras razones, como señala Vila (1986), dos fundamentales. La primera por la competencia de las teorías de Piaget y Vygotsky, ampliamente dominantes en el momento de traducirse al inglés la obra de Wallon. La segunda, por su compromiso político, lo que provocaba desconfianza, especialmente en Estados Unidos.

## Marco teórico y antecedentes de la teoría de Wallon
Wallon llegó a la psicología desde la filosofía y la medicina, en un momento en el que existían en Europa dos debates muy importantes. El primero sobre la fundamentación epistemológica de la ciencia. De esta discusión participaban autores tan relevantes como Piaget . El segundo, se centraba en la explicación evolutiva de la construcción de la personalidad y estaba promovido por las escuelas psicoanalíticas. 
Wallon, desde una postura antidualista, plantea que en la conciencia reside el origen del progreso intelectual, pero esta no se presenta en el momento del nacimiento sino que es una cualidad que se construye socialmente, por medio de lo que denomina la simbiosis afectiva. En consecuencia el objeto de la Psicología es la explicación de la formación y desarrollo de la conciencia. Para este propósito se deben estudiar tanto los aspectos biológicos como los sociales. Para ello, el autor se centra especialmente en cuatro factores para explicar la evolución psicológica del niño (1987, pp 103-132): la emoción, el otro, el medio (físico-químico, biológico y social) y el movimiento (acción y actividad). En consecuencia, Wallon afirma (1958) que la psicología es a la vez, una ciencia humanística y de la naturaleza. Algunos autores (Ochaíta y Espinosa, 2004) ven en este planteamiento un anticipo de los postulados actuales de la teoría sistémica y muy especialmente de la hipótesis de la integración funcional entre los diferentes niveles de organización del ser humano: biológico, psicológico y social (Lerner 1998). 
A su vez, el concepto de simbiosis afectiva no es exclusivo de nuestro autor. Lo podemos encontrar también en el psicoanálisis y en autores contemporáneos de Wallon, como Spitz y M. Mahler, que lo utilizaban para explicar los comienzos del desarrollo, a partir del primer mes. 
Un concepto actual que podemos encontrar implícito en Wallon es el de intersubjetividad. No obstante, podemos encontrar influencias en su época, como son las procedentes del psicoanálisis, de la lingüística de Bajtín o de la teoría del lenguaje de Vygotsky. En este sentido, algunos psicoanalistas, como Winnicott, se encuentran entre los precursores del concepto de intersubjetividad que está implícito en el planteamiento de Wallon, en el estudio de la relación con el otro. El propio Freud realizó una gran aportación cuando explica los mecanismos de formación de las relaciones objetales, la transferencia y la contratransferencia, conceptos de gran interés para la comprensión de la comunicación afectiva. Más recientemente, desde un marco teórico distinto, centrado en la comunicación, la teoría de la intersubjetividad primaria de Trevarthen aborda el problema de la construcción del diálogo intersubjetivo, entre el niño y los otros, alrededor de los 3 meses. 
El marco teórico de Wallon se fundamenta epistemológicamente en la filosofía marxista y más específicamente en el materialismo dialéctico. De este modo defiende la importancia de la fundamentación biológica pero sin caer en el mecanicismo organicista. A su vez, destaca, la relevancia del psiquismo individual, pero sin sustituir éste a la realidad de los objetos, como sucedía en los plantemientos idealistas. Admite la presencia de las contradicciones pero las integra como parte fundamental de la explicación del desarrollo. En definitiva es heredero de la tradición teórica de la filosofía marxista en su crítica al empirismo mecanicista y al racionalismo idealista, y aunque se nutre de una metodología dialéctica, heredera de Hegel, fundamenta el hecho psicológico en fenómenos ajenos a la conciencia, bien sean biológicos o históricos y sociales. En consecuencia, para Wallon, el método dialéctico es el único válido para el estudio de la conciencia, afirmando que el estatus científico de la psicología sólo se conseguirá en la medida que esta sea capaz de reconocer que el psiquismo es la forma más elaborada de desarrollo de la materia. Por todos los argumentos anteriores considera que el estudio psicológico debe realizarse de manera global y critica los modelos reduccionistas:

Yo no he podido jamás disociar lo biológico y lo social, no porque lo crea reductibles el uno al otro, sino porque me parecen en el hombre tan estrechamente complementarios desde su nacimiento que es imposible enfocar la vida psíquica si no es bajo la formación de sus relaciones recíprocas.

## La metodología
Desde el enfoque dialéctico, Wallon se enfrenta al estudio de la conciencia y del desarrollo humano. De este modo, va a estudiar los procesos psicológicos desde la psicología genética, esto es desde el análisis evolutivo de los procesos de formación y transformación del psiquismo humano, tanto desde una perspectiva ontogenética como filogenética, biológica, histórica y cultural. Para este propósito se debe recurrir al trabajo interdiciplinar de diferentes ciencias y al empleo de técnicas como la observación en situaciones naturales, la experimentación, las técnicas comparativas y las estadísticas. Un resumen de Zazzo nos sintetiza de manera esclarecedora la metodología de Wallon: 

Su método consiste en estudiar las condiciones materiales del desarrollo del niño, condiciones tanto orgánicas como sociales, y en ver cómo, a través de esas condiciones, se edifica un nuevo plano de la realidad que es el psiquismo, la personalidad
(Zazzo, 1976, p.85)

## El concepto de desarrollo
A diferencia de otras concepciones dualistas, procedentes del racionalismo cartesiano, Wallon defiende un concepto unitario del individuo. En esta línea, defiende que en el desarrollo humano se produce una transición desde lo biológico o natural, a lo social o cultural. Esta transición se va a producir gracias a la presencia del otro. En este planteamiento es muy importante tener en cuenta dos consideraciones: La primera es que tanto los factores sociales como los biológicos pueden ser considerados innatos o adquiridos, dado que unos se construyen gracias a la presencia de otros. La segunda afirma que las diferencias biológicas pueden acabar convirtiéndose en sociales. El desarrollo biológico, gracias a las instrucciones genéticas, hace posible que se cree la función, pero dicha función sin un medio sobre el que actuar quedaría atrofiada, según indica Lurçat (1975), discípula de Wallon. De este modo, según esta autora, lo biológico y lo social constituyen un dúo dialéctico.
Wallon coincide con Vygotsky al afirmar que el niño es un ser social desde que nace y que en la interacción con los demás va a residir la clave de su desarrollo. No obstante, a pesar de esta y otras coincidencias importantes como la defensa del método dialéctico, se van a diferenciar en la explicación del proceso de individuación. Es decir, en la manera que el niño se construye como individuo desde el escenario social. De este modo, Vygotsky (1978) afirma que todas las funciones psicológicas superiores aparecen primero a nivel interpsicológico, en interacción con los demás y posteriormente se construye e interioriza a nivel intrapsicológico. Sin embargo, para Wallon, la individuación se produce gracias al papel que desempeña la emoción en el desarrollo, llegando a afirmar que gracias a ella los niños construyen su psiquismo. Los primeros gestos del recién nacido y del niño de menos de tres meses, son llamadas de atención para los adultos que le rodean. Estos gestos expresivos se convierten en culturales en la medida que son capaces de suscitar en los otros un conjunto de reacciones dirigidas a satisfacer sus necesidades, sean éstas biológicas o afectivas y en la medida que los adultos atribuyen intenciones a las conductas de los niños que inicialmente no las tienen. A partir de estos primeros momentos, el bebé establece una simbiosis afectiva con sus cuidadores que le posibilita el desarrollo. Pero para Wallon la emoción no tiene sólo un valor adaptativo sino que posee también un valor genético, ya que es capaz de generar nuevas estructuras de conocimiento. 
Wallon decía: «El lenguaje ha sido precedido por medios de comunicación más primitivos. La base de estos medios está en la expresión emocional».
Como señala Palacios, comentando a Wallon (Wallon, 1987, p.60), 
En la ontógenesis, es la emoción lo primero que suelda al organismo con el medio social, pues el tejido de las emociones está hecho del entramado de sus bases neurofisiológicas y de la reciprocidad que asegura los intercambios con el medio. ..En la emoción y el lenguaje están las claves que dan al hombre sus señas de identidad; emoción y lenguaje tienen raíces biológicas, pero se constituyen y estructuran merced al intercambio social.
Es por tanto, gracias a la emoción y a través de ella como el niño se convierte de ser biológico en ser social, Las reacciones que se producen en el niño, a partir de la conducta de los otros van a constituir el origen de las primeras representaciones; y éstas son los mediadores que permiten la integración de los factores biológicos y sociales, al mismo tiempo que explica sus vínculos. Otro concepto que utiliza Wallon para explicar el Yo psíquico es el de socius o alter. Este se representa a través de la simbiosis afectiva que se establece con el otro, y el proceso tanto de simbiosis como de diferenciación, da el resultado que la expresión emocional es inverso, ya que provoca una especie de simbiosis afectiva entre el niño y su entorno (Wallon, 1987, pp 109)……su iniciación a la vida psíquica consiste en una participación en situaciones que se encuentran bajo la estricta dependencia de quienes le cuidan……Por medio de esa mutua comprensión afectiva, se establece entre el niño y sus allegados una especie de ósmosis que tiene una importancia excepcional en los primeros estadios de su personalidad…
Apenas el hombre es, el grupo y el individuo aparecen indisolublemente solidarios, ellos se debe a la emoción que actúa como auténtica soldadura entre el bebé y el entorno humano.
Como conclusión deseamos destacar que aunque Vygotsky y Wallon se diferencian en la explicación del proceso de individuación, podemos valorar que ambas perspectivas no son contradictorias, sino que ambos autores se han centrado en niveles y objetos de análisis diferentes. 
En cuanto a la investigación psicológica y educativa Wallon plantea desde el método dialéctico que Psicología y Pedagogía son inseparables, pues se trata de dos momentos complementarios de una misma actitud experimental.

## El desarrollo desde los estadios
El concepto de desarrollo está vinculado al concepto de estadio, como sucede en la teoría de referencia de la psicología evolutiva del último tercio del siglo XX, la teoría de Piaget.
Sin embargo los planteamientos de ambos autores fueron muy distintos. Piaget estableció unos estadios del desarrollo cognitivo por medio de un modelo lógico-matemático dominante en la ciencia del momento, evaluando las capacidades del niño, en cada una de las edades para utilizar e interpretar las operaciones de dicho modelo en cada edad. De este modo el niño ponía en juego un conjunto de capacidades necesarias para resolver problemas que se encontraban fundamentalmente en los dominios de la matemática o de la física, aunque progresivamente Piaget los fue extendiendo a otros ámbitos, como la moral o el juego. Sin embargo, Wallon define un estadio como un conjunto características específicas que se establecen a partir de las relaciones que el sujeto mantiene con el medio, en un momento dado del desarrollo. En consecuencia, para la definición de cada estadio habría que tener en cuenta, tanto la función dominante que está presente en el mismo (actividad dominante), como la orientación de la actividad que desarrolla el sujeto (hacia sí mismo o hacia fuera). De este modo, la transición de un estadio a otro se produce por el cambio de función dominante. 
| Estadio                            | Edades                   | Función dominante | Función dominante | Orientación                                                                |
| ---------------------------------- | ------------------------ | --- | --- | -------------------------------------------------------------------------- |
| De impulsividad motriz y emocional | 0-1 años                 | La emoción permite construir una simbiosis afectiva con el entorno.                                                              | La emoción permite construir una simbiosis afectiva con el entorno.                                                                                                   | Hacia dentro: dirigida a la construcción del individuo.                    |
| Sensorio-motriz y proyectivo       | 2-3 años                 | La actividad sensorio-motriz presenta dos objetivos básicos. El primero es la manipulación de objetos y el segundo la imitación. | La actividad sensorio-motriz presenta dos objetivos básicos. El primero es la manipulación de objetos y el segundo la imitación.                                      | Hacia el exterior: orientada a las relaciones con los otros y los objetos. |
| Del personalismo                   | 2-3 años                 | Toma de conciencia y afirmación de la personalidad en la construcción del yo.                                                    | Oposicionismo, intento de afirmación, insistencia en la propiedad de los objetos.                                                                                     | Hacia dentro: necesidad de afirmación.                                     |
| Del personalismo                   | 3-4 años                 | Toma de conciencia y afirmación de la personalidad en la construcción del yo.                                                    | Edad de la gracia en las habilidades expresivas y motóricas. Búsqueda de la aceptación y admiración de los otros. Periodo narcisista.                                 | Hacia dentro: necesidad de afirmación.                                     |
| Del personalismo                   | Poco antes de los 5 años | Toma de conciencia y afirmación de la personalidad en la construcción del yo.                                                    | Representación de roles. Imitación. | Hacia dentro: necesidad de afirmación.                                     |
| Del pensamiento categorial         | 6-9 años                 | La conquista y el conocimiento del mundo exterior                                                                                | Pensamiento sincrético: global e impreciso, mezcla lo objetivo con lo subjetivo. Ej: un niño de 7 años asocia el sol con la playa y el juego en una unidad asociativa | Hacia el exterior: especial interés por los objetos.                       |
| Del pensamiento categorial         | a partir de 9 años       | La conquista y el conocimiento del mundo exterior                                                                                | Pensamiento categorial. Comienza a agrupar categorías por su uso, características u otros atributos.                                                                  | Hacia el exterior: especial interés por los objetos.                       |
| De la pubertad y la adolescencia   | 12 años                  | Contradicción entre lo conocido y lo que se desea conocer. Conflictos y ambivalencias afectivas. Desequilbrios.                  | Contradicción entre lo conocido y lo que se desea conocer. Conflictos y ambivalencias afectivas. Desequilbrios.                                                       | Hacia el interior: dirigida a la afirmación del yo                         |

La secuencia y organización de los estadios se regula por dos leyes, la ley de alternancia funcional y la ley de preponderancia e integración funcional:
- La ley de alternancia funcional es la ley principal que regula el desarrollo psicológico del niño. Plantea que las actividades del niño, unas veces se dirigen a la construcción de su indivualidad y otras al establecimiento de relaciones con los otros; alternándose la orientación progresivamente en cada estadio.

Desde esta perspectiva, tenemos un ejemplo interesante en la construcción de la personalidad. Para Wallon el medio social, y dentro de éste el grupo, son muy importantes para la formación de la personalidad, pero no se olvida que el individuo debe desarrollar una construcción personal, planteando lo siguiente (1985, p.110)
«El medio más importante para la formación de la personalidad no es el medio físico sino el social. Alternativamente, la personalidad se confunde con él y se disocia. Su evolución no es uniforme, sino hecha de oposiciones y de identificaciones. Es dialéctica…No hay apropiación rigurosa y definitiva entre el individuo y su medio. Sus relaciones son de transformación mutua.»
- La segunda ley que enuncia Wallon es la de preponderancia e integración funcional. Consiste en que no existe ni ruptura, ni continuidad funcional en la transición de un estadio a otro. De este modo, las funciones antiguas no desaparecen sino que se integran con las nuevas.